# Culex lavatae
Culex lavatae is een muggensoort uit de familie van de steekmuggen (Culicidae). De wetenschappelijke naam van de soort is voor het eerst geldig gepubliceerd in 1944 door Stone & Bohart.